# 겸면초등학교 마삼분교
겸면초등학교 마삼분교는 전라남도 곡성군 겸면 산정길 15-19 (마전리)에 있었던 분교이다.

## 연혁
- 1941년 6월 23일 겸면공립국민학교 부설 마전간이학교 개교(설립인가 6월 6일)
- 1944년 5월 19일 겸면북공립국민학교로 교명 변경
- 1970년 8월 1일 마삼국민학교로 교명 변경
- 1987년 2월 15일 병설유치원 설립인가
- 1996년 3월 1일 겸면국민학교 마삼분교장 인가
- 2004년 3월 1일 옥과초등학교로 통폐합